# Partido Comunista da Dinamarca
O Partido Comunista da Dinamarca (em dinamarquês: Danmarks Kommunistiske Parti, DKP) é um partido político da Dinamarca.
O DKP foi fundado em 1919 com o nome de Partido da Esquerda Socialista da Dinamarca, por membros e movimentos da ala esquerda do Partido Social-Democrata, que, apoiavam a Revolução de Outubro e pretendiam juntar-se ao Comintern.
O partido teve os seus melhores resultados eleitorais após a 2ª Guerra Mundial. Em 1945, obteve o melhor resultado de sempre, ao conquistar 13% dos votos e 18 deputados.
O DKP sofreu com a divisão interna nos anos 1950, devido à Revolução Húngara de 1956. Membros do partido que, discordando da posição oficial do DKP de apoiar a URSS, decidiram fundar o Partido Popular Socialista.
O partido, que, durante a década de 1970 teve um pequeno ressurgimento eleitoral, passou para as margens do espectro político da Dinamarca, até que, em 1989, decidiu integrar a Aliança Vermelha e Verde.

## História

### Antecedentes e estabelecimento
Marie-Sophie Nielsen e Thøger Thøgersen lideraram a facção dissidente dos sociais-democratas em 1918, que fundaram o Partido Trabalhista Socialista da Dinamarca (Socialistisk Arbejderparti, SAP), devido a um acúmulo de conflitos com a liderança reformista dos sociais-democratas. Em particular, eles se opuseram a cooperação com o Partido Social-Liberal, com quem os sociais-democratas se aliaram nas eleições gerais. O Partido Trabalhista Socialista da Dinamarca começou a lançar as bases para um novo partido em março de 1918, logo após a sua criação.
Em 1919, o partido cooperou com o movimento sindicalista, organizado principalmente na Coalizão Oposição Sindical (Fagoppositionens Sammenslutning, FS) e da Liga da Juventude Socialista, ala esquerda da Liga Social-democrata da Juventude (Socialdemokratisk Ungdoms Forbund, SUF'), para fundar o Partido Socialista de Esquerda da Dinamarca (Venstresocialistisk Parti, VSP), em 9 de novembro de 1919.
Em 1920, o partido participa do II Congresso Internacional Comunista. O partido aprova os requisitos de admissão, e muda se nome para Partido Comunista da Dinamarca (Danmarks kommunistiske Parti, DKP) e se junta ao Comintern do mesmo ano. Este, no entanto, levou a uma cisão dentro do partido, com a facção sindicalista, liderado por FS, retirando o partido.
Na sequência de uma reaproximação entre os dois grupos, e com a aprovação da URSS, o DKP e FS formam em 1921 uma federação conjunta, conhecida como a Federação Comunista (Kommunistisk Føderation). No entanto, a cooperação seria de curta duração. Com uma tentativa de golpe de liderança do partido, em 1922, a federação se divide em dois DKP (embora apenas um fosse reconhecido pelo Comintern). Em 1923, os dois partidos foram mesclados mais uma vez, mas os conflitos inter-facções iria continuar por mais 20 anos.
Para o período inicial após a reunificação do partido, a liderança da DKP consistiu dos sociais-democratas de esquerda que antigamente pertenciam ao SAP e da SUF. Durante este período, o partido fez pouco avanço eleitoral, passando de 0,5% dos votos em 1924, para 0,4% em 1926 e 0,3% em 1929.
Em 1929, o Comintern interveio, por meio de uma carta aberta ao partido, forçando a remoção da liderança do DKP. Para os próximos 18 meses, o partido foi colocado sob a administração direta do Partido Comunista da União Soviética. A nova liderança que foi nomeado consistiu de linha dura pró-soviéticos, com Aksel Larsen tornando-se o novo Presidente do Comitê Central.
Esta intervenção resultou no DKP fazendo uma “virada ultra-esquerda.” Este foi caracterizado estrategicamente por uma denominação de social-democratas como o principal inimigo do comunismo, com a adoção da retórica anti-social-democrata, incluindo acusando os social-democratas de sendo sociais fascistas. Ao mesmo tempo, a Grande Depressão estava atingindo seu auge na Dinamarca, permitindo o DKP canalizar a crescente insatisfação econômica. Em particular, o partido cresceu em popularidade entre os desempregados. O partido também cresceu em popularidade entre os estudantes e intelectuais com as atividades anti-fascistas.
Nas eleições de 1932, o DKP conseguiu representação parlamentar pela primeira vez, obtendo 1,1% dos votos e dois lugares. Este aumentou de 1,9% dos votos em 1935, e 2,4% em 1939. A década de 1930 foi um período de avanço constante para o partido.

### Proibição pelas autoridades de ocupação alemãs
Em 09 de abril de 1940, a Alemanha invadiu a Dinamarca. Durante os primeiros 14 meses de ocupação alemã, o DKP foi autorizado a continuar a operar legalmente. Após a invasão alemã da União Soviética, em 22 de junho de 1941, no entanto, o partido foi declarado ilegal. Mais de 300 comunistas foram presos. Um governo de unidade nacional foi formado pelos outros grandes partidos, que cooperaram com os alemães, incluindo na proibição do DKP.

### Resistência contra a ocupação alemã
O DKP continuou a operar no subsolo, e foi a força líder da resistência dinamarquesa. Os membros do DKP se juntou no Conselho de Liberdade (Frihedsrdået), a maior força de resistência clandestina contra a ocupação alemã. Após o colapso do governo de unidade nacional em 29 de agosto de 1943, o DKP, junto com outras forças de resistência não-socialistas, tornou-se o governo informal do país.
Os sociais-democratas experimentaram um rápido declínio da influência durante este período, permanecendo fora do movimento de resistência para a totalidade da ocupação. O partido foi enfraquecido a tal ponto que várias tentativas fracassadas foram feitas para fundi-lo no DKP.

### Legalização do pós-guerra
Após a libertação da Dinamarca, em 5 de maio de 1945, o primeiro-ministro comunista foi introduzido no novo governo, quando Alfred Jensen foi feito Ministro dos Transportes. Aksel Larsen também foi feito um ministro sem pasta. O governo foi dividido mais ou menos igualmente entre os membros do antigo governo de unidade nacional, e os membros do Conselho de Liberdade e outros grupos de resistência.
Na primeira eleição pós-libertação do Folketing, o DKP aumentou maciçamente seus votos para se obter 12,5% dos votos (255.236 votos) e 18 lugares, embora não tenha sido introduzido no novo pós-eleitoral governo liderado pelo Venstre. O partido foi a principal força contra a participação da Dinamarca na OTAN no final de 1940. Embora o partido não teve sucesso nesse esforço, o movimento com sucesso forçou o governo dinamarquês à recusar a permissão de colocar campos aéreos da OTAN na Dinamarca.

### Era da Guerra Fria
Oficialmente, a linha política do DKP não entra em conflito com o do PCUS, mas as tensões entre facções pré-guerra continuaram no partido no pós-guerra. Tensões entre as facções culminou com a repressão soviética da Revolução Húngara de 1956, o que causou uma reação massiva contra o partido na Dinamarca, e provocou uma cisão no partido.
O Presidente do Partido Aksel Larson tinha sido o líder do acampamento revisionista do partido a partir de 1956, mas sofreu uma derrota no XX Congresso do DKP em 1958. Larson foi expulso por suas declarações contra o envolvimento soviético na revolução húngara, e formou um novo partido, o Partido Popular Socialista (Socialistisk Folkeparti, SF), que defendia o socialismo independente da União Soviética. Larson foi substituído por Knud Jespersen, um comunista pró-soviético de linha dura, posicionando o DKP como um acérrimo defensor da União Soviética.
Na primeira eleição pós-desdobramento do Folketing, o Partido Comunista perdeu representação parlamentar pela primeira vez desde a libertação da Dinamarca, desmoronando a 1,1% dos votos. O SF alcançou 6,1% dos votos e 11 assentos.
O partido conseguiu um ressurgimento após a XXIV Congresso do DKP em 1973, que incidiu sobre exigindo a retirada da Dinamarca da OTAN e da CEE. Na parte de trás da crescente insatisfação com a CEE e o aumento da popularidade entre os movimento estudantis, o DKP recuperou representação parlamentar nas eleições de 1973, alcançando 3,6% dos votos e 6 cadeiras.

### Após a queda do Bloco socialista
Nas eleições de 1979, o DKP caiu mais uma vez e sofreu várias deserções de alto nível nos anos finais da União Soviética, inclusive do partido do presidente Ole Sohn, que foi expulso em 1991 e mais tarde se juntou com O Partido Popular Socialista.
Em 1989, o DKP se juntou com outros dois partidos de esquerda, os socialistas de esquerda e o trotskista Partido Socialista dos trabalhadores para formar a base ampla da Lista Unitária – Aliança Vermelha e Verde (Enhedslisten – De Rød-Grønne). Gert Peterson, o então presidente do SF alegou na época que a cooperação entre tais difusas correntes ideológicas seria um fracasso. Em vez disso, a Lista Unitária conseguiu representação parlamentar nas eleições de 1994, vencendo seis lugares, dois dos quais foram realizada pelo DKP. Esta foi a primeira vez que o partido estava no Parlamento desde 1979. A Lista Unitária foi representada no parlamento continuamente desde então.

## Resultados eleitorais

### Eleições legislativas
| Data    | CI.                                             | Votos                                           | %                                               | +/-                                             | Deputados                                       | +/-                                             | Status                                          |
| ------- | ----------------------------------------------- | ----------------------------------------------- | ----------------------------------------------- | ----------------------------------------------- | ----------------------------------------------- | ----------------------------------------------- | ----------------------------------------------- |
| 04/1920 | 9.º                                             | 3 859                                           | 0,4 / 100,0                                     |                                                 | 0 / 140                                         |                                                 | Extra-parlamentar                               |
| 07/1920 | Não concorreu                                   | Não concorreu                                   | Não concorreu                                   | Não concorreu                                   | Não concorreu                                   | Não concorreu                                   | Não concorreu                                   |
| 09/1920 | 8.º                                             | 5 160                                           | 0,4 / 100,0                                     |                                                 | 0 / 149                                         |                                                 | Extra-parlamentar                               |
| 1924    | 8.º                                             | 6 219                                           | 0,5 / 100,0                                     | 0,1                                             | 0 / 149                                         | Estável                                         | Extra-parlamentar                               |
| 1926    | 7.º                                             | 5 678                                           | 0,4 / 100,0                                     | 0,1                                             | 0 / 149                                         | Estável                                         | Extra-parlamentar                               |
| 1929    | 7.º                                             | 3 656                                           | 0,2 / 100,0                                     | 0,2                                             | 0 / 149                                         | Estável                                         | Extra-parlamentar                               |
| 1932    | 6.º                                             | 17 179                                          | 1,1 / 100,0                                     | 0,9                                             | 2 / 149                                         | 2                                               | Oposição                                        |
| 1935    | 7.º                                             | 27 135                                          | 1,9 / 100,0                                     | 0,8                                             | 2 / 149                                         | Estável                                         | Oposição                                        |
| 1939    | 6.º                                             | 40 893                                          | 2,4 / 100,0                                     | 0,5                                             | 3 / 149                                         | 1                                               | Oposição                                        |
| 1943    |                                                 | Banido                                          | Banido                                          | Banido                                          | Banido                                          | Banido                                          | Banido                                          |
| 1945    | 4.º                                             | 255 236                                         | 12,5 / 100,0                                    |                                                 | 18 / 149                                        |                                                 | Oposição                                        |
| 1947    | 5.º                                             | 141 094                                         | 6,8 / 100,0                                     | 5,7                                             | 9 / 150                                         | 9                                               | Oposição                                        |
| 1950    | 6.º                                             | 94 523                                          | 4,6 / 100,0                                     | 2,2                                             | 7 / 151                                         | 2                                               | Oposição                                        |
| 04/1953 | 6.º                                             | 98 940                                          | 4,8 / 100,0                                     | 0,2                                             | 7 / 151                                         | Estável                                         | Oposição                                        |
| 09/1953 | 5.º                                             | 93 824                                          | 4,3 / 100,0                                     | 0,5                                             | 8 / 179                                         | 1                                               | Oposição                                        |
| 1957    | 6.º                                             | 72 315                                          | 3,1 / 100,0                                     | 1,2                                             | 6 / 179                                         | 2                                               | Oposição                                        |
| 1960    | 8.º                                             | 27 298                                          | 1,1 / 100,0                                     | 2,0                                             | 0 / 179                                         | 6                                               | Extra-parlamentar                               |
| 1964    | 8.º                                             | 32 390                                          | 1,2 / 100,0                                     | 0,1                                             | 0 / 179                                         | Estável                                         | Extra-parlamentar                               |
| 1966    | 8.º                                             | 21 553                                          | 0,8 / 100,0                                     | 0,4                                             | 0 / 179                                         | Estável                                         | Extra-parlamentar                               |
| 1968    | 8.º                                             | 29 706                                          | 1,0 / 100,0                                     | 0,2                                             | 0 / 179                                         | Estável                                         | Extra-parlamentar                               |
| 1971    | 9.º                                             | 39 564                                          | 1,4 / 100,0                                     | 0,4                                             | 0 / 179                                         | Estável                                         | Extra-parlamentar                               |
| 1973    | 9.º                                             | 110 715                                         | 3,6 / 100,0                                     | 2,2                                             | 6 / 179                                         | 6                                               | Oposição                                        |
| 1975    | 8.º                                             | 127 837                                         | 4,2 / 100,0                                     | 0,6                                             | 7 / 179                                         | 1                                               | Oposição                                        |
| 1977    | 7.º                                             | 114 022                                         | 3,7 / 100,0                                     | 0,5                                             | 7 / 179                                         | Estável                                         | Oposição                                        |
| 1979    | 11.º                                            | 58 901                                          | 1,9 / 100,0                                     | 1,8                                             | 0 / 179                                         | 7                                               | Extra-parlamentar                               |
| 1981    | 11.º                                            | 34 625                                          | 1,1 / 100,0                                     | 0,8                                             | 0 / 179                                         | Estável                                         | Extra-parlamentar                               |
| 1984    | 11.º                                            | 23 085                                          | 0,7 / 100,0                                     | 0,4                                             | 0 / 179                                         | Estável                                         | Extra-parlamentar                               |
| 1987    | 12.º                                            | 28 974                                          | 0,9 / 100,0                                     | 0,2                                             | 0 / 179                                         | Estável                                         | Extra-parlamentar                               |
| 1988    | 11.º                                            | 27 439                                          | 0,8 / 100,0                                     | 0,1                                             | 0 / 179                                         | Estável                                         | Extra-parlamentar                               |
| 1990    | Concorreu integrado na Aliança Vermelha e Verde | Concorreu integrado na Aliança Vermelha e Verde | Concorreu integrado na Aliança Vermelha e Verde | Concorreu integrado na Aliança Vermelha e Verde | Concorreu integrado na Aliança Vermelha e Verde | Concorreu integrado na Aliança Vermelha e Verde | Concorreu integrado na Aliança Vermelha e Verde |
| 1994    | Concorreu integrado na Aliança Vermelha e Verde | Concorreu integrado na Aliança Vermelha e Verde | Concorreu integrado na Aliança Vermelha e Verde | Concorreu integrado na Aliança Vermelha e Verde | Concorreu integrado na Aliança Vermelha e Verde | Concorreu integrado na Aliança Vermelha e Verde | Concorreu integrado na Aliança Vermelha e Verde |
| 1998    | Concorreu integrado na Aliança Vermelha e Verde | Concorreu integrado na Aliança Vermelha e Verde | Concorreu integrado na Aliança Vermelha e Verde | Concorreu integrado na Aliança Vermelha e Verde | Concorreu integrado na Aliança Vermelha e Verde | Concorreu integrado na Aliança Vermelha e Verde | Concorreu integrado na Aliança Vermelha e Verde |
| 2001    | Concorreu integrado na Aliança Vermelha e Verde | Concorreu integrado na Aliança Vermelha e Verde | Concorreu integrado na Aliança Vermelha e Verde | Concorreu integrado na Aliança Vermelha e Verde | Concorreu integrado na Aliança Vermelha e Verde | Concorreu integrado na Aliança Vermelha e Verde | Concorreu integrado na Aliança Vermelha e Verde |
| 2005    | Concorreu integrado na Aliança Vermelha e Verde | Concorreu integrado na Aliança Vermelha e Verde | Concorreu integrado na Aliança Vermelha e Verde | Concorreu integrado na Aliança Vermelha e Verde | Concorreu integrado na Aliança Vermelha e Verde | Concorreu integrado na Aliança Vermelha e Verde | Concorreu integrado na Aliança Vermelha e Verde |
| 2007    | Concorreu integrado na Aliança Vermelha e Verde | Concorreu integrado na Aliança Vermelha e Verde | Concorreu integrado na Aliança Vermelha e Verde | Concorreu integrado na Aliança Vermelha e Verde | Concorreu integrado na Aliança Vermelha e Verde | Concorreu integrado na Aliança Vermelha e Verde | Concorreu integrado na Aliança Vermelha e Verde |
| 2011    | Concorreu integrado na Aliança Vermelha e Verde | Concorreu integrado na Aliança Vermelha e Verde | Concorreu integrado na Aliança Vermelha e Verde | Concorreu integrado na Aliança Vermelha e Verde | Concorreu integrado na Aliança Vermelha e Verde | Concorreu integrado na Aliança Vermelha e Verde | Concorreu integrado na Aliança Vermelha e Verde |
| 2015    | Concorreu integrado na Aliança Vermelha e Verde | Concorreu integrado na Aliança Vermelha e Verde | Concorreu integrado na Aliança Vermelha e Verde | Concorreu integrado na Aliança Vermelha e Verde | Concorreu integrado na Aliança Vermelha e Verde | Concorreu integrado na Aliança Vermelha e Verde | Concorreu integrado na Aliança Vermelha e Verde |